# Alicja Iwańska
Alicja Iwańska (également connue sous le nom d'Alicia Iwanska) née le 13 mai 1918 et morte le 26 septembre 1996 est une sociologue, universitaire et écrivaine polonaise. Née dans la petite noblesse terrienne de Pologne, sa famille est membre de l'intelligentsia et encourage Iwańska à poursuivre ses rêves littéraires. Elle commence à publier de la poésie en 1935 dans diverses revues littéraires. Après ses études secondaires, elle s'inscrit à des cours de philosophie à l'université de Varsovie et poursuit ses études pour obtenir un master. Lorsque la Seconde Guerre mondiale éclate, elle rejoint le mouvement de résistance et sert comme messagère. Impliquée dans l'insurrection de Varsovie de 1944, elle devient à la fin de la guerre membre de l'opposition secrète anticommuniste. Lorsque les arrestations impliquant le mouvement clandestin commencent, Iwańska est contrainte de fuir aux États-Unis en 1948, où elle demande à contrecœur l'asile.
Avec une faible maîtrise de l'anglais, Iwańska a d'abord du mal à s'adapter. Elle s'inscrit à l'université Columbia pour terminer son doctorat, mais ne l'obtient qu'en 1957. Incapable d'obtenir un poste de professeure, elle accepte plusieurs contrats de courte durée, travaillant dans des universités traditionnellement noires du Sud ségrégué, comme l'université d'Atlanta et le Talladega College (en). Elle y donne des conférences sur les similitudes entre les persécutions politiques, religieuses et raciales en Europe et les restrictions ségrégationnistes aux États-Unis. En 1954, elle s'installe à l'université de Chicago et commence à étudier avec l'anthropologue américain Sol Tax (en). Désireuse de se rendre au Mexique pour mener des recherches, elle se marie en 1957 et devient citoyenne naturalisée. Son travail avec le peuple Mazahua lui vaut la reconnaissance de sociologue par l'UNESCO et la conduit finalement à un poste de professeure à l'université d'État de New York à Albany en 1965, où elle travaille jusqu'à sa retraite en 1985.
Ne s’étant jamais sentie à l’aise aux États-Unis, Iwańska s’installe cette année-là à Londres, où elle entame une période de création littéraire intense. En 1989, elle est honorée de la croix de chevalier de l'Ordre Polonia Restituta. Diagnostiquée d’un cancer du poumon en 1996, elle écrit ses derniers mémoires sur le système de santé britannique. Parce que ses travaux scientifiques sont rédigés en anglais et sa production littéraire en polonais, son héritage souffre d’un cloisonnement. Des études récentes cherchent à examiner les deux aspects de sa carrière et à retrouver ses contributions à l’anthropologie ainsi qu’à sa littérature.

## Jeunesse

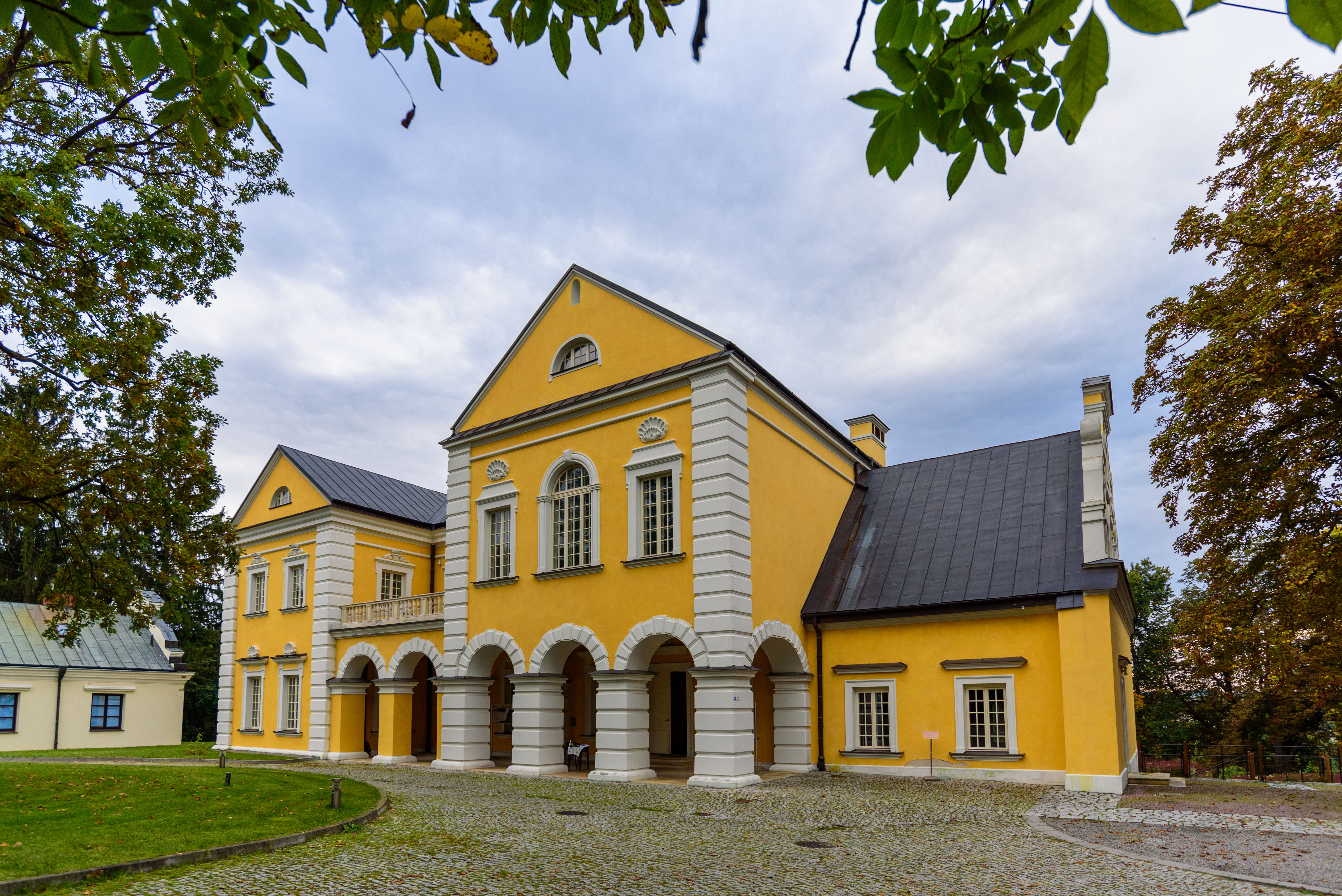
Manoir sur le domaine de Gardzienice.

Alicja Iwańska est née le 13 mai 1918 dans la noblesse terrienne du domaine de Gardzienice (pl), près de Lublin, de Stanisława Stachna (née Miłkowska) et Jan Iwański,. L'origine de son ascendance est inconnue, les histoires familiales indique que le premier ancêtre, Jan Kante Iwański, est venu à Tarnów en tant qu'ouvrier dans le domaine forestier de la famille Sanguszko, prisonnier de guerre ou réfugié politique russe. Les registres funéraires indiquent que la famille est de petite noblesse et porte les armoiries de Jastrzębiec. Son grand-père August Iwański possède d'importantes propriétés en Ukraine, mais il achète le domaine dans la voïvodie de Lublin et y déménage sa famille pour échapper aux troubles frontaliers pendant la Première Guerre mondiale et le soulèvement de la Grande-Pologne. Iwańska est née sur le domaine, mais lorsque les troubles atteignent Gardzienice, ils vendent la propriété et déménagent à l'ouest jusqu'au village de Mikorzyn, près de Poznań.
Le père d'Iwańska est auparavant veuf et a ensuite divorcé de sa deuxième femme. Son troisième mariage avec la mère d'Iwańska créé une controverse, en partie à cause de sa réputation de bohème et de coureur de jupons, mais aussi à cause de la différence d'âge de 19 ans entre eux. Sa vie somptueuse, qui dépasse souvent ses moyens, et ses conflits avec le clergé local forcent la famille à déménager à Rzetnia. Ce déménagement est traumatisant pour Iwańska et, pour le reste de sa vie, elle crut être destinée à être une vagabonde. La maison de ses parents est un refuge pour les intellectuels et souvent le lieu de rencontre des Skamandrites, d'autant plus que le cousin de son père, Jarosław Iwaszkiewicz, fait partie du groupe des poètes expérimentaux et que sa mère est poétesse. Lorsque Iwańska commence à s'intéresser à l'écriture, son père consulte le poète Julian Tuwim pour améliorer ses compétences.
Après avoir commencé ses études secondaires au Gimnazjum Generałowej Zamoyskiej à Poznań, Iwańska est rapidement transférée au Gimnazjum Posselt-Szachtmajerowej à Varsovie. L'école de Varsovie, plus libérale, convient mieux à son tempérament, ce qui lui permet d'obtenir son diplôme au milieu des années 1930. Après ses débuts poétiques en 1935, publiés dans Okolica Poetów (pl), elle commence rapidement à publier dans d'autres revues littéraires, notamment Akcja Literacka et Kamenie. En 1936, elle s'inscrit à l'université de Varsovie pour étudier la philosophie auprès de Tadeusz Kotarbiński, un éthicien et philosophe polonais. Au milieu de ses études, alors qu'elle voyage en train vers Bruxelles pour effectuer des recherches dans le cadre d'un master, Iwańska rencontre Jan Gralewski (en), qui est également étudiant à l'université de Varsovie en route pour Paris. Son voyage à l'étranger lui fait prendre conscience de la montée du nationalisme qui se répand à travers l'Europe, ainsi que du sentiment antisémite et anticatholique de l'époque, bien qu'elle est en fait athée. Elle revient en Pologne juste avant le début de la guerre et publie en 1938 un recueil de poèmes Wielokąty.

## Carrière

### Résistance polonaise

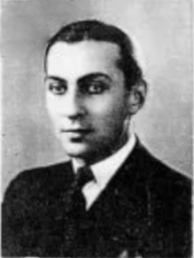
Jan Gralewski vers 1943.

Consciente que la guerre approche, Iwańska va rendre visite à sa famille et construisit une cache pour les produits de première nécessité qui pourraient être nécessaires pendant le conflit. Elle retourne ensuite à Varsovie, où elle rejoint l'organisation de résistance Związek Walki Zbrojnej (Union de lutte armée),. En collaboration avec Wanda Piłsudska (en), une amie de ses années lycée, Iwańska, surnommée « Écureuil », travaille comme coursière. Elle transmet également des messages des prisonniers détenus à la prison de Pawiak à leurs familles. Au printemps 1940, elle rencontre à nouveau Gralewski, également résistant, sous le nom de code « Pankrac », et les deux commencent une histoire d'amour. Elle travaille sur la route Varsovie- Cracovie avec Wanda Namysłowska, tandis qu'il travaille comme coursier sur des routes étrangères, créant des dépêches en Europe occidentale pour le gouvernement polonais en exil. Le 18 janvier 1942, les deux se marient, bien qu'elle ne prend pas son nom. En 1943, Gralewski meurt, avec Władysław Sikorski, dans un accident d'avion controversé, bien que l'information soit cachée à Iwańska. Elle participe à l'insurrection de Varsovie en 1944 et, à la fin de la guerre, devient membre de l'opposition secrète anticommuniste. Elle s'installe à Poznań en 1945 et commence à travailler comme directrice littéraire de Głos Wielkopolski (pl),. Lorsque les arrestations commencent à atteindre le mouvement clandestin, Iwańska reçoit l'ordre de partir de ses supérieurs. Grâce à l'influence d'un oncle, elle obtient une bourse pour étudier aux États-Unis et quitte la Pologne en 1948.

### Années universitaires
Arrivée aux États-Unis avec un anglais très médiocre et incertaine de vouloir rester, Iwańska hésite à demander l'asile, mais le fait finalement lorsque des amis l'avertisse qu'elle a été citée dans des enquêtes. Ses audiences, à l’époque du maccarthysme, durent des années avant que l’asile ne lui soit finalement accordé. Elle s'inscrit à un programme de doctorat à l'université Columbia et, tout en travaillant encore sur sa thèse, est embauchée pour enseigner au département de sociologie de l'université d'Atlanta en 1952. L'école est un collège traditionnellement noir dans le Sud ségrégué. Iwańska s’y sent chez elle, donnant des conférences sur les similitudes entre les persécutions politiques, religieuses et raciales en Europe et la situation aux États-Unis. À l'expiration de son contrat, on lui propose un poste au Talladega College en Alabama. Le Ku Klux Klan est actif et tous les professeurs et étudiants de l'université sont interdits d'interaction avec la communauté. Son athéisme se heurte à celui du personnel religieux de l'université et son contrat est résilié en 1954.
Iwańska déménage à Chicago, dans l'Illinois, cet été là et commence à travailler pour le Slavic Peoples' Project, une initiative de l'université Yale et du Pentagone qui se concentre sur la préservation de la culture tchécoslovaque et polonaise. En travaillant sur le projet, elle rencontre le géographe Philip Wagner, qui se rend souvent au Mexique pour son travail. Alors qu’elle travaille à l’université de Chicago, elle se rend dans l'État de Washington pour analyser les conditions rurales. Présenté à l’American Anthropological Association en 1957, son rapport contraste les différences entre le traitement des travailleurs saisonniers mexicains et celui des paysans européens. Elle conclut que les Américains n’ont pas les mêmes liens historiques avec leur terre, la considérant comme un mécanisme de profit,. Après avoir finalement terminé son doctorat cette année-là, elle épouse Wagner. Désireuse de voyager avec lui et interdite de le faire en raison de son statut, Iwańska devient citoyenne naturalisée.
Le couple se rend au Mexique et c'est là qu'Iwańska, dont la voix créatrice a souffert aux États-Unis, recommence à écrire de la littérature. Elle est charmée par la culture, la trouvant plus compatible avec son éducation européenne. Elle collabore avec l'anthropologue américain Sol Tax (en), étudie le peuple Mazahua, et est l'une des premières à publier des détails sur le système civique et religieux des devoirs employés pour maintenir l'ordre dans leur société,. Certaines de ses œuvres les plus importantes sont écrites au cours de cette période. Des ouvrages comme The Mexican Indian: Image and Identity et The Truths of Others: An Essay on Nativistic Intellectuals in Mexico remettent en question la dualité du traitement des peuples autochtones dans la société au sens large, soulignant que si l'idéologie du gouvernement célèbre officiellement leur culture et leurs œuvres d'art comme faisant partie de l'identité mexicaine unique, ils sont victimes de racisme de la part du public,. Reconnue par l'UNESCO comme experte en sociologie, elle est envoyée en formation au Chili et à Paris, mais est frustrée par la bureaucratie internationale. Sa réputation lui vaut un poste de professeure adjointe à l'université d'État de New York à Albany en 1965, où ses travaux, au cours des deux décennies suivantes, se concentrent principalement sur les immigrants et les émigrants dans l'histoire américaine,.
En 1968, Iwańska publie Świat przetłumaczony, un récit fictif basé sur son travail au Mexique. Dans le livre, elle compare la conquête espagnole du Mexique à l’occupation nazie et au gouvernement communiste soutenu par les Soviétiques en Pologne. Son traitement scientifique du sujet Purgatoire et utopie : un village indien Mazahua du Mexique est publié en 1971. Le livre consolide une grande partie de ses travaux précédents, en examinant la vision que les Mazahua ont d'eux-mêmes, l'organisation de leur société, leurs systèmes de valeurs et leur vision du monde en général. Il comprend également une déclaration présentant les perspectives des Mazahua dans leurs propres mots. Iwańska a interrogé les villageois, a écrit leurs récits, puis les a relus à la communauté pour vérification et modification.
En 1973, Iwańska est l'une des personnes interviewées pour la série de Thames Television Le Monde en guerre qui décrit les événements survenus pendant l'insurrection de Varsovie. Elle reçoit le prix Kościelski en 1974. Dans les années 1980, Iwańska est invitée à prendre la parole devant le Solidarność de Pologne. Elle étudie les gouvernements en exil dans sa publication de 1981, Exiled Governments. Dans l’étude, elle examine les communautés de la diaspora polonaise et espagnole et la manière dont les différentes couches — membres principaux, loyalistes avérés et personnes ayant des liens nationaux — s’unissent pour influencer la politique internationale, couvrant également la perception des exilés vivant à l’étranger. En 1985, elle prend une retraite anticipée et s'installe à Londres.

### Retour littéraire
À Londres, Iwańska se concentre sur l'écriture d'œuvres de fiction et de ses mémoires. Elle travaille également à l'université polonaise à l'étranger, où elle aime enseigner aux étudiants polonais. N'ayant jamais pu trouver sa voix créative en anglais, sa production littéraire durant cette période est prolifique, puisqu'elle écrit en polonais. En 1987, elle publie Niezdemobilizowani, un récit romancé de la clandestinité anticommuniste d'après-guerre. Dans le livre, elle postule que la mort de Gralewski fait partie d'un complot d'assassinat et qu'il est abattu plutôt que tué dans un accident d'avion. L'année suivante, elle publie Baśń amerykańska, un commentaire polémique sur la communauté universitaire américaine. Elle revient en Pologne pour la première fois en 1989 et est honorée de la croix de chevalier de l'Ordre Polonia Restituta. De retour à Londres, elle travaille sur Wojenne odcinki  (1990), présentant les lettres qu'elle a échangées avec Jan Gralewski de 1940 à 1943 ; un recueil de poésie, Niektóre (1991) ; Właśnie tu! (1992), une biographie de Jean-Marie Guyau et une comparaison autobiographique avec elle-même ; et Potyczki i przymierza, un journal couvrant la période de 1918 à 1985.
En 1995, elle publie Kobiety z firmy, qui suit les histoires de cinq femmes qui ont travaillé avec elle dans les services de renseignement pendant l'insurrection de Varsovie. L'année suivante, elle publie Tylko trzynaście, un recueil de nouvelles, et reçoit la confirmation que son livre Powroty sur son retour en Pologne en 1989 est accepté pour publication par Gebethner and Wolff (pl). Confrontée à des problèmes de santé, Iwańska est diagnostiquée d'un cancer du poumon, la même maladie génétique qui a touché sa mère. Alors qu'elle est en soins palliatifs, elle écrit ses derniers mémoires, Szpitale, un commentaire sur le système de santé britannique.

## Mort et héritage
Iwańska décède le 26 septembre 1996 à Londres et son amie Danuta Hiż publie Szpitale en hommage à sa mémoire dans la revue Kultura, publiée par l'Association de l'Institut littéraire Kultura de Paris,. À titre posthume, sa thèse de doctorat, qui comprend des entretiens menés entre 1951 et 1952 avec des membres de l'intelligentsia polonaise, est publiée en 1998 sous le titre Polish Intelligentsia in Nazi Concentration Camps and American Exile: A Study of Values in Crisis Situations.
Il y a une rue nommée en l'honneur d'Iwańska dans le Quartier littérairede la banlieue de Strzeszyn, à Poznań. Sa correspondance avec Sol Tax, qui fournit une « riche documentation » sur sa carrière, est conservée à la bibliothèque de l'université de Chicago dans la collection Sol Tax Papers, et sa correspondance avec Margaret Mead est conservée à la Bibliothèque du Congrès. En 2009, Iwańska est interprétée par Marieta Żukowska (pl) dans le film, Generał. Zamach na Gibraltarze,. En 2015, l'université Columbia et la New School for Social Research organisent un séminaire consacré au travail d'Iwańska, examinant non seulement sa trajectoire de carrière en tant qu'universitaire, mais également son travail en tant qu'autrice. En 2019, Grażyna Kubica-Heller de l'université Jagellonne présente un article intitulé Strong authorial 'I' and feminist sensitivity – two Polish women-anthropologists in British and American academia au Congrès de l'Union internationale des sciences anthropologiques et ethnologiques. L'article évalue pourquoi les contributions d'Iwańska et de Maria Czaplicka à l'anthropologie ont été oubliées pendant des décennies et comment la réinvention de l'histoire dans une perspective féministe a permis de récupérer leurs œuvres.

## Œuvres choisies

### Travaux scientifiques
- (en) Alicja Iwańska, Good Fortune: Second Chance Community, Pullman, Washington, State College of Washington, Agricultural Experiment Station, coll. « Bulletin #589 », 1958 (OCLC 17788400).
- (en) Alicja Iwańska, « New Knowledge: The impact of school upon traditional structure of a Mexican village », Sociologus, Berlin, Germany, Duncker & Humblot, vol. 13, no 13,‎ 1963, p. 137–150 (ISSN 0038-0377, OCLC 883036851, JSTOR 43644115).
- (en) Alicja Iwańska, « The Mexican Indian: Image and Identity », Journal of Inter-American Studies, Miami, Florida, University of Miami, vol. 6, no 4,‎ 1964, p. 529–536 (ISSN 0885-3118, DOI 10.2307/165002, JSTOR 165002).
- (en) Alicja Iwańska, « The Impact of Agricultural Reform on a Mexican Indian Village », Sociologus, Berlin, Germany, Duncker & Humblot, vol. 15, no 15,‎ 1965, p. 54–67 (ISSN 0038-0377, OCLC 883038609, JSTOR 43644162).
- (en) Alicja Iwańska, « Division of Labor among Men and Women in a Mazahua Indian Village of Central Mexico », Sociologus, Berlin, Germany, Duncker & Humblot, vol. 16, no 16,‎ 1966, p. 173–186 (ISSN 0038-0377, OCLC 883021496, JSTOR 43644977).
- (en) Alicja Iwańska, « Mazahua Purgatory: Symbol of Permanent Hope », América Indígena, Mexico City, Mexico, National Autonomous University of Mexico, vol. 37, no 1,‎ 1967, p. 91–100 (ISSN 0185-1179, OCLC 751385798).
- (en) Alicja Iwańska, Purgatory and Utopia: A Mazahua Indian Village of Mexico, Cambridge, Massachusetts, Schenkman Publishing Company, 1971 (OCLC 974659876, lire en ligne).
- (es) Alicja Iwańska, Purgatorio y utopía: una aldea de los indígenas mazahuias, vol. 41, Mexico City, Mexico, Secretaría de Educación Pública, coll. « Sep Setentas », 1972 (OCLC 249305742).
- (en) Alicja Iwańska, The Truths of Others: An Essay on Nativistic Intellectuals in Mexico, Cambridge, Massachusetts, Schenkman Publishing Company, 1977 (OCLC 253803872).
- (en) Alicja Iwańska, Exiled governments: Spanish and Polish: An Essay in Political Sociology, Cambridge, Massachusetts, Schenkman Publishing Company, 1981 (ISBN 978-0-870-73553-0).
- (en) Alicja Iwańska, Polish Intelligentsia in Nazi Concentration Camps and American Exile: A Study of Values in Crisis Situations, Lewiston, New York, Edwin Mellen Press, 1998 (ISBN 978-0-773-48388-0).

### Littérature
- (pl) Alicja Iwańska, Wielokąty, Varsovie, F. Hoesicka, 1938 (OCLC 836726555).
- (pl) Alicja Iwańska, Świat przetłumaczony, Paris, Kultura Literary Institute Association, 1968 (OCLC 384247).
- (pl) Alicja Iwańska, Karnawały, Londres, Oficyna Poetów i Malarzy, 1980 (OCLC 10459230).
- (pl) Alicja Iwańska, Ucieczki, Londres, Polska Fundacja Kulturalna, 1983 (ISBN 978-0-850-65118-8).
- (pl) Alicja Iwańska, Niezdemobilizowani: (Poznań - Warszawa 1945-1946), Varsovie, Wydawnictwo Głos, 1987 (OCLC 297586901).
- (pl) Alicja Iwańska, Baśń amerykańska, Londres, Aneks, 1988 (ISBN 978-0-906-60150-1).
- (pl) Alicja Iwańska et Jan Gralewski, Wojenne odcinki: (Warszawa 1940-1943), Varsovie, 2, 1990 (ISBN 978-8-385-08304-7).
- (pl) Alicja Iwańska, Właśnie tu!: rzecz o dziewiȩtnastowiecznym Jean Marie Guyau i dwudziestowiecznej sobie samej, Londres, Polska Fundacja Kulturalna, 1992 (ISBN 978-0-850-65280-2).
- (pl) Alicja Iwańska, Potyczki i przymierza: pamiętnik 1918-1985, Varsovie, 1, 1993 (ISBN 978-8-385-20533-3).
- (pl) Alicja Iwańska, Kobiety z firmy: sylwetki pięciu kobiet z AK pracujących w wywiadzie i kontrwywiadzie, Londres, Polska Fundacja Kulturalna, 1995 (ISBN 978-0-850-65311-3).

### Citations
1. 1 2 3 4 5 6 7 8 9 10 11 12 13 14 15 16 17 18 19 20 21 22 23  Jadowska 2011.
2. 1 2  Warsaw Uprising Museum 2016.
3. ↑  Iwańska 2014, p. 52.
4. 1 2 3 4 5 6  Kaczorowska 2016.
5. 1 2  Bartelski 2000, p. 153.
6. 1 2 3 4 5 6  Fundacja Kochania Poznania 2019.
7. ↑  The Post-Star 1984, p. 13.
8. ↑  The Pittsburgh Courier 1952, p. 18.
9. ↑  The Anderson Herald 1957, p. 21.
10. ↑  Rivers 1959, p. 72–73.
11. 1 2 3  Harriman Institute 2015.
12. ↑  Campuzano Salazar 2019, p. 60.
13. ↑  Marusic 2013, p. 3.
14. ↑  Marusic 2013, p. 34–35.
15. ↑  Serrano Najera 2015, p. 146.
16. 1 2  The Times Record 1965, p. 8.
17. ↑  Rajewska 2018.
18. ↑  Young 1973, p. 1881–1883.
19. ↑  Young 1973, p. 1883–1884.
20. ↑  The Journal News 1973, p. 72.
21. ↑  Shain 2005, p. 52-53.
22. ↑  Szymborski 2014.
23. ↑  Dziennik Ustaw 1989, p. 99.
24. ↑  Stowarzyszenie Instytut Literacki 2015.
25. ↑  Levine 2000, p. 596.
26. ↑  University of Chicago Library 2006.
27. ↑  Wolfskill et al. 1983, p. 119.
28. ↑  Messias 2012, p. 166.
29. ↑  Kubica-Heller 2019.